# En Forbryders Liv og Levned
En Forbryders Liv og Levned er en dansk stumfilm fra 1916, der er instrueret af Alexander Christian efter manuskript af Sven Elvestad og Carl Th. Dreyer.

## Handling
Thomas Busch er ubetinget verdens farligste forbryder - dobbelt farlig, fordi han har forstået at undvige fra alle de fængsler, hvor han hidtil har været indespærret. Der er ikke tal på de historier, der fortælles om hans geniale opfindsomhed, når det gælder om at flygte fra et eller andet fængsel. På ny har politet lagt en fælde for den snedige forbryder. Han er gået i den og sidder nu atter i fængsel, ventende på sin dom. Endelig kommer den dag, hvor han skal for retten, men han påtænker ikke at flygte her. Han har forberedt sin flugt, og han ved så sikkert, at han om fire dage atter vil være hos sine kammerater.
Thomas Busch dømmes til døden, men sætter nu for alvor gang i sine planer om at flygte. Adspurgt sit sidste ønske proklamerer Thomas Busch, at han gerne vil fortælle sin historie til en forfatter. Fængselsdirektøren sender bud efter den ansete forfatter, Dr. Stein, der finder den dødsdømte dannet og en ypperlig fortæller. Uden at vide det, bliver forfatteren i den kommende tid budbringer for Thomas Buschs hjælpere.
Thomas Busch får jævnligt besøg af Dr. Stein og er nu nået til at diktere tredje kapitel. Endelig kommer dagen, hvor Busch flygter: om morgenen modtager Dr. Stein besøg af to af forbryderens hjælpere, der falder over ham og binder ham på hænder og fødder. Da de nogle minutter senere atter forlader lejligheden, er den ene maskeret nøjagtigt som dr. Stein. Han begiver sig skyndsomt til fængslet. For de to forbrydere er det en smal sag at overmande den intetanende arrestbetjent.

## Medvirkende
- Lauritz Olsen - Thomas Busch
- Frederik Jacobsen - Dr. Stein, forfatter
- Holger Syndergaard - Schreiber, fængselsdirektør
- Oluf Billesborg - Dernburg, direktør for spillebank
- Ingeborg Skov - Elsie, Dernburgs datter
- Franz Skondrup
- Moritz Bielawski